# Alaria mustelae
Alaria mustelae är en plattmaskart. Alaria mustelae ingår i släktet Alaria och familjen Diplostomatidae. Inga underarter finns listade i Catalogue of Life.